# Consonne fricative palato-alvéolaire sourde
Cette page contient des caractères spéciaux ou non latins. S’ils s’affichent mal (▯, ?, etc.), consultez la page d’aide Unicode.
La consonne fricative palato-alvéolaire sourde est un son consonantique assez fréquent dans de nombreuses langues parlées. Son symbole dans l'alphabet phonétique international est [ʃ].

## Caractéristiques
Voici les caractéristiques de la consonne fricative palato-alvéolaire sourde.
- Son mode d'articulation est fricatif, ce qui signifie qu’elle est produite en contractant l’air à travers une voie étroite au point d’articulation, causant de la turbulence.
- Son point d'articulation est palato-alvéolaire, ce qui signifie qu'elle est articulée au niveau de la jonction entre les alvéoles de la mâchoire supérieure et le palais dur, avec une langue convexe et renflée en forme de dôme.
- Sa phonation est sourde, ce qui signifie qu'elle est produite sans la vibration des cordes vocales.
- C'est une consonne orale, ce qui signifie que l'air ne s’échappe que par la bouche.
- C'est une consonne centrale, ce qui signifie qu’elle est produite en laissant l'air passer au-dessus du milieu de la langue, plutôt que par les côtés.
- Son mécanisme de courant d'air est égressif pulmonaire, ce qui signifie qu'elle est articulée en poussant l'air par les poumons et à travers le chenal vocatoire, plutôt que par la glotte ou la bouche.

## Symbole API
Le symbole de cette consonne dans l'alphabet phonétique international est [ʃ] c'est-à-dire la lettre supplémentaire de l'alphabet latin nommée ech (ou esh dans sa graphie anglaise), tirée du S long (ancienne variante de la lettre latine S minuscule). Un signe similaire est utilisé couramment comme symbole mathématique de l'intégrale.

## En français
Le français possède le [ʃ], qui s'écrit généralement ch, mais aussi sh ou sch dans  certains mots d'origine anglaise (shoot), hébraïque (shoah), allemande (schlague) et arabe (haschich).
Le français, comme l'anglais, prononce cette consonne labialisée [ʃʷ].

## Autres langues
Cette consonne existe dans de nombreuses langues, avec la graphie suivante :
| graphie | écriture (ISO 15924) | langue                                                                                             |
| ------- | -------------------- | -------------------------------------------------------------------------------------------------- |
| ش       | Arab                 | en arabe classique et dialectal                                                                    |
| շ       | Armn                 | en arménien                                                                                        |
| ш       | Cyrl                 | en biélorusse, bulgare, macédonien, russe, serbe, et ukrainien.                                    |
| შ       | Geor                 | en géorgien                                                                                        |
| שׁ       | Hebr                 | en hébreu                                                                                          |
| š       | Latn                 | en tchèque, slovaque, serbe, croate, slovène, lituanien                                            |
| ŝ       | Latn                 | en espéranto                                                                                       |
| sch     | Latn                 | en allemand, ainsi que s suivi de t ou p.                                                          |
| sh      | Latn                 | en anglais, albanais et gascon                                                                     |
| sj      | Latn                 | en néerlandais et norvégien                                                                        |
| s       | Latn                 | en hongrois et limousin                                                                            |
| ss      | Latn                 | en auvergnat                                                                                       |
| y, ll   | Latn                 | certains locuteurs de l'espagnol rioplatense                                                       |
| x       | Latn                 | en portugais, catalan, galicien, astur-léonais, nahuatl, et maltais                                |
| sc      | Latn                 | (suivi de e ou i) en italien (par exemple dans les mots scena, scimmia et sciame) et vieil anglais |
| ş       | Latn                 | en turc, turkmène et kurde                                                                         |
| ș       | Latn                 | en roumain                                                                                         |
| x ou ch | Latn                 | en portugais                                                                                       |
| c       | Latn                 | en tamazight                                                                                       |
| sz      | Latn                 | en polonais (habituellement prononcé rétroflexe, ʂ)                                                |
| s       | Latn                 | (suivie de e ou i) en gaélique écossais et irlandais, par exemple : sean (vieux) ou sinn (nous).   |